# Horlăceni, Botoșani
Horlăceni este un sat în comuna Șendriceni din județul Botoșani, Moldova, România.
Este cea mai veche așezare din Moldova, după cum consemnează documentele istorice.